# Xã Union, Quận Izard, Arkansas
Xã Union (tiếng Anh: Union Township) là một xã thuộc quận Izard, tiểu bang Arkansas, Hoa Kỳ. Năm 2010, dân số của xã này là 2.448 người.